# Slap Jedi Gozel
Slap Jedi Gozel (Sedem lepih) je blizu naselja Vandam v mestu Qabala. Čeprav slapov ni sedem, je tukaj sedem stopenj in po teh stopnjah se lahko povzpneš na goro. Konec jeseni, pozimi in zgodaj spomladi je plezanje na slap nemogoče, saj je okolica prekrita z ledom.
Ko se pride do naselja Vandam, je treba iti štiri kilometre do slapa "Yeddi Yum". To je posledica dejstva, da je slap "Sedem lepih" ob vznožju gore, v goratem območju z gostim gozdom.
Tu voda iz različnih grap tvori sedem stopenjski slap. Spodaj sta vidna le dva manjša slapova. Če si želite ogledati ostalih pet slapov, se morate povzpeti po stopnicah, kar zahteva nekaj fizične moči. Toda tiste, ki gredo skozi to težko pot, čaka skrivnostna panorama. Na voljo sta tudi restavracija in čajnica. Slap je vedno temen in hladen, saj je v gostem gozdu, ki ga sončni žarki ne obsevajo.
Vsako leto si slap ogleda na tisoče turistov.